# 北の沢川
北の沢川（きたのさわがわ）は、北海道札幌市南区を流れる石狩川水系豊平川支流の河川である。元は四号の沢（よんごうのさわ）といい、1941年に北の沢と改称された。札幌市が管理する普通河川に属する。

## 地理
北海道札幌市南区の藻岩山西側のこばやし峠付近に源を発し南東に流れ、豊平川に合流する。合流点の少し手前で、中の沢川を合わせる。流域の大半はこの川からとられた「北ノ沢」地区で、下流が「川沿」である。川沿の川は、豊平川を指す。上流部を除きコンクリートで護岸されている。下流部の河川敷には、随所で道から階段を通って降りることができる。北海道道82号西野真駒内清田線が並走する。

## 歴史
流域は明治時代に山鼻の屯田兵の給与地、公有地となったが、兵村から離れていたためほとんど開墾されなかった。古くは森林から切り出した材木を北の沢から豊平川に流し、札幌で製材した。屯田兵の廃止後、土地の売買が可能になり、徐々に農地としての開発が進んだ。戦後に流域の宅地化が進み、一時期水質が悪化したが、1980年代後半には回復した。

## 自然
札幌市豊平川さけ科学館は、2001年までの調査でイバラトミヨ、フクドジョウ、エゾウグイ多数のほか、サクラマス、ハナカジカなどを確認した。

## 支流
- 右北の沢川
- 左北の沢川
- 中の沢川

## 橋梁
- （橋）
- 山手橋
- （橋）
- 四号沢橋
- 青山通橋
- 北の沢病院橋
- 北の沢2号橋
- （橋）

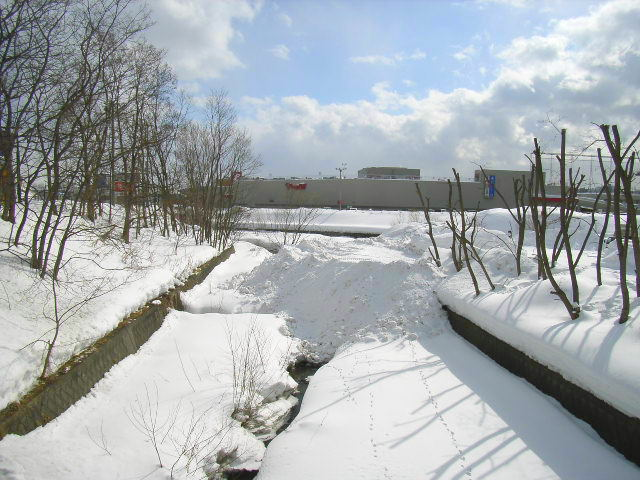
上の写真と同じ地点の冬（2005年3月）

- 北の沢1号橋 - 北海道道82号西野真駒内清田線
- 北中橋
- 北の沢3号橋
- 川沿1号橋
- 川沿2号橋
- 北の沢上橋 - 北海道道82号西野真駒内清田線（五輪通）
- 北の沢4号橋
- 北の沢橋 - 北海道道82号西野真駒内清田線（五輪通）
- 北ノ沢橋 - 国道230号（石山通）